# Дисфорія
Дисфорі́я (від грец. δυσφορέω — страждати, мучитись, досадувати) — форма хворобливо-зниженого настрою, що характеризується злістю, хмурістю, дратівливістю, почуттям неприязні до оточення. На відміну від гіпотимії, для дисфорії не характерна інтелектуальна та рухова загальмованість, але характерні часті афективні спалахи, та легкість проявляти агресію.
Дисфорія є клінічним симптомом, може входить у структуру депресивного синдрому (дисфорійна депресія). Часто її спостерігають при наркоманіях, вона входить до структури абстинентного синдрому та інших психічних захворювань. Є практично обов'язковою при епілепсії — дисфорія може передувати нападу, завершувати його чи виступати як еквівалент.